# Castelo de Benalí

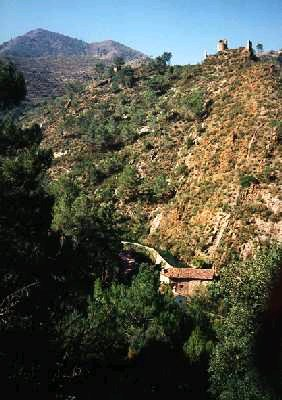
Castelo de Benalí, Espanha

O Castelo de Benalí, também grafado como Castelo de Benialí ou Castelo de Benyalí, localiza-se no município de Aín, na província de Castellón, na comunidade autónoma da Comunidade Valenciana, na Espanha.

## História
Erguido em posição dominante no alto de uma elevação, vizinho ao pico de Espadán, o castelo remonta a uma fortificação de origem muçulmana. Integrou o Alcadiazgo de Eslida.
À época da Reconquista cristã da Península Ibérica, foi tomado pelas forças de Jaime I de Aragão em 1238. O senhorio do castelo e seus domínios foram doados a D. Dionís de Hungría em 1242, tendo pertencido posteriormente à Coroa, à Casa de Xérica, à Casa Ducal de Segorbe e à Casa Ducal de Medinaceli. Durante as revoltas mouriscas do século XVI, Aín foi um foco dos acontecimentos até à completa expulsão dos sublevados.
Actualmente em ruínas, o castelo necessita de urgente intervenção de consolidação das suas estruturas.

## Características
Castelo de montanha, apresenta planta com formato irregular, com diversos recintos muralhados. Pelo exterior possuía uma torre de vigia, isolada. No interior erguiam-se as diversas dependências e cisternas, destacando-se a torre de menagem, de planta cilíndrica, defendida por um fosso, e acedida por uma ponte levadiça.
O castelo possui uma inscrição em língua árabe.